# Sicyocaulis pentagonus
Sicyocaulis pentagonus är en gurkväxtart som beskrevs av Wigg. Sicyocaulis pentagonus ingår i släktet Sicyocaulis och familjen gurkväxter. Inga underarter finns listade i Catalogue of Life.